# Dealu Tolcesii
Dealu Tolcesii – wieś w Rumunii, w okręgu Ardżesz, w gminie Uda. W 2011 roku liczyła 30 mieszkańców.